# Hanna Różańska-Chaberska
Hanna Różańska-Chaberska (ur. 19 marca 1908 w Warszawie, zm. 28 maja 1993 tamże) – polska aktorka teatralna i filmowa.

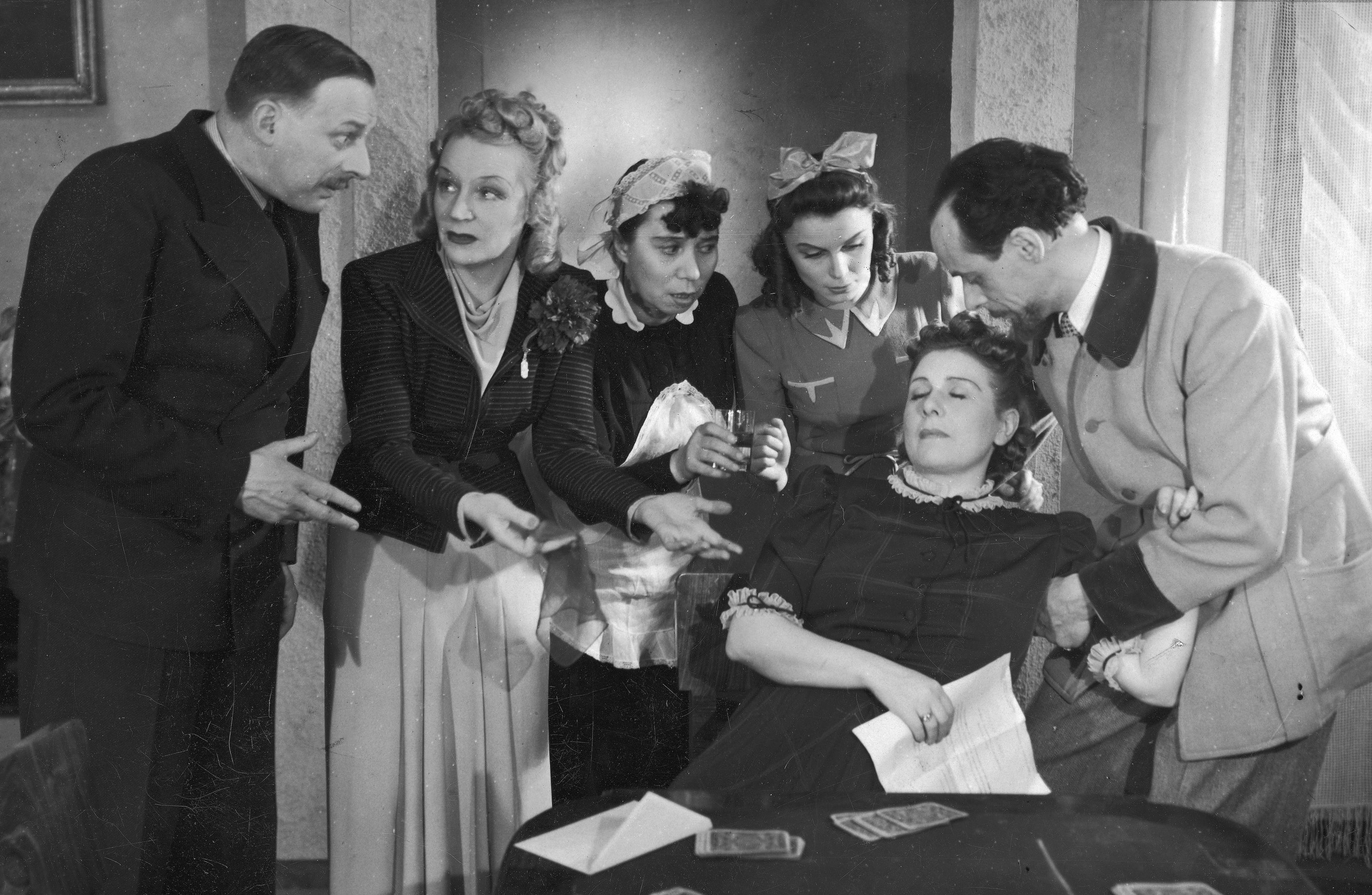
Scena z przedstawienia Expose pani ministrowej w Teatrze Kameralnym w Warszawie (1939). Od lewej: Stanisław Kwaskowski, Hanna Różańska, Helena Zarembina, Wanda Bartówna, Pelagia Relewicz-Ziembińska i Włodzisław Ziembiński.

## Życiorys
Urodziła się w rodzinie Jana Różańskiego i Marii z Lewartowskich. W 1921 była słuchaczką Warszawskiej Szkoły Dramatycznej. Występowała w teatrach warszawskich: im. Wojciecha Bogusławskiego (1922–1923, jako adeptka), Teatrze Narodowym (1926–1934), Towarzystwie Krzewienia Kultury Teatralnej (1934–1939). Występowała również w Teatrze Czerwony As (1927–1928), Teatrze Kameralnym (1937–1939), a w 1938 w teatrze Wielka Rewia (1938).
Podczas okupacji niemieckiej mieszkała w Warszawie, była kelnerką w barze „Pod Znachorem”. Po upadku powstania warszawskiego wyjechała do Krakowa.
Po II wojnie światowej występowała w teatrach krakowskich (Stary, 1945–1946, Kameralny 1946–1947) i poznańskich (Polski, 1947–1948, Lalki i Aktora, 1948–1949). Po 1949 znów występowała w teatrach warszawskich: Domu Wojska Polskiego (1949–1952), Nowej Warszawy (1952–1955), Młodej Warszawy (1955–1957), Klasycznym (1957–1972). W 1972 przeszła na emeryturę.
Od 14 lutego 1957 była drugą żoną Emila Chaberskiego, reżysera i dyrektora teatrów.

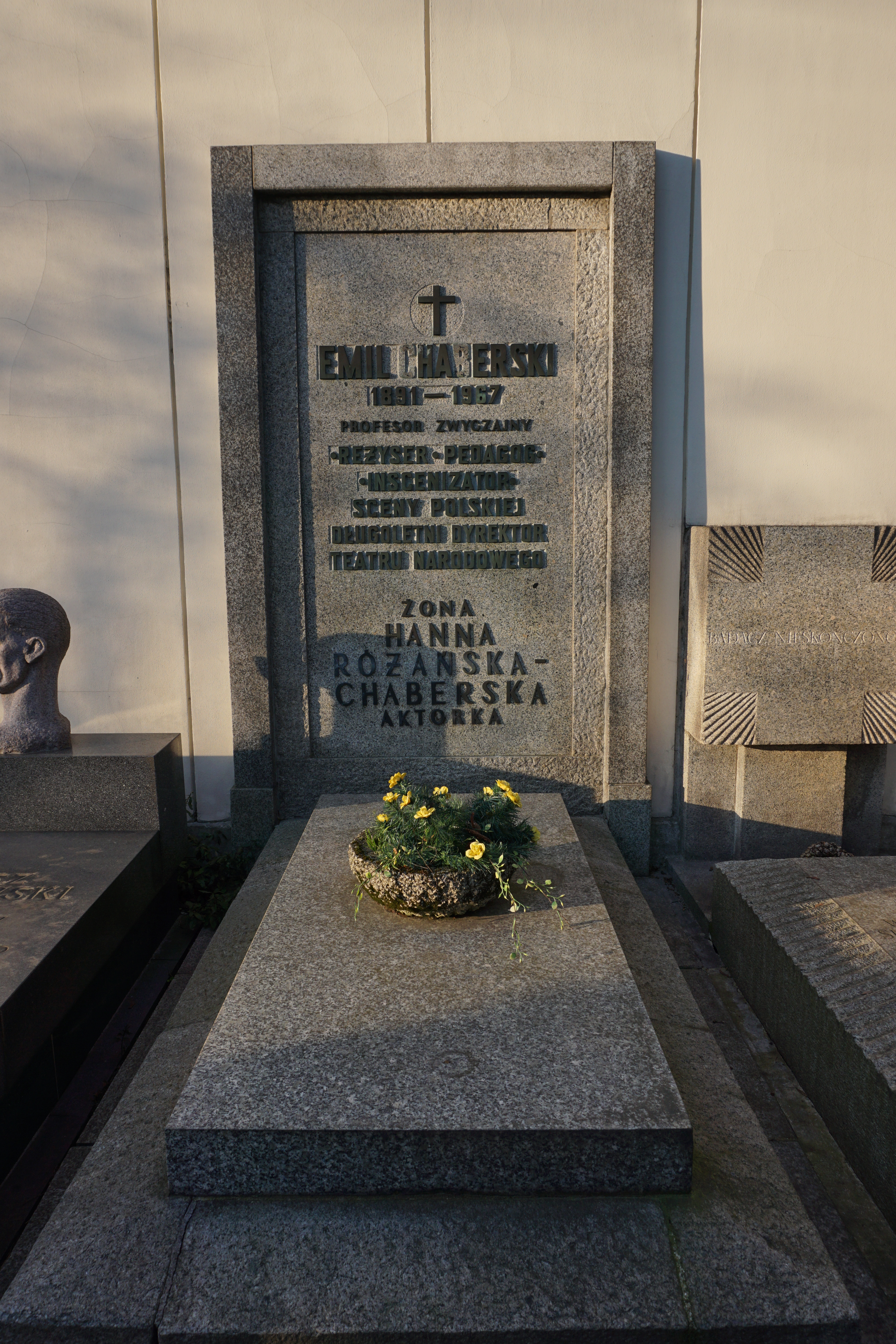
Grób Emila Chaberskiego i Hanny Różańskiej-Chaberskiej na cmentarzu Powązkowskim w Warszawie

Zmarła w Warszawie, pochowana na cmentarzu Powązkowskim (kwatera Aleja Zasłużonych-1-152).

## Filmografia
- 1937: Znachor jako Danusia, żona aptekarza
- 1938: Moi rodzice rozwodzą się jako Frania, pokojówka Nałęczów
- 1939/1941: Żona i nie żona jako Mela

## Teatr TV
- 1969: Całe życie Sabiny jako Aptekarzowa

## Ordery i odznaczenia
- Złoty Krzyż Zasługi (19 lipca 1955)[3]
- Medal 10-lecia Polski Ludowej (22 lipca 1955)[4]